# Rhopaloblaste elegans
Espèce
Statut de conservation UICN

 DD  : Données insuffisantes
Rhopaloblaste elegans est une espèce de plantes de la famille des Arecaceae.

## Publication originale
- Principes 11: 94. 1966.